# Моисеева, Ирина Ивановна
Ирина Ивановна Моисеева (урождённая Гереклиева; род. 21 июня 1961) — российская артистка цирка, акробатка

, актриса

. Заслуженная артистка Российской Федерации (1999).

## Биография
Родилась в семье артистов цирка, отец Иван Георгиевич Гереклиев, руководитель цирковой школы в городе Бендеры, Молдавской ССР, с трёх лет на сцене. В 15 лет, окончив хореографическое училище, поступила в цирк артисткой балета.
В 1978 г. первой исполнила тройное сальто на шесте, в 1987 г. исполнила и четверное, хотя этот трюк не был показан во время спектакля из-за его особой рискованности. Гастролировала в разных странах мира.
В 1991 г. исполнила главную женскую роль (Жанна) в кинофильме «Человек в зелёном кимоно».
Муж и партнёр (1977-1985) Моисеев Александр Петрович.

## Награды
- Лауреат премии «Золотой клоун» 11-го Международного циркового фестиваля в Монте-Карло (1984, в составе номера Владимира Довейко), серебряный призёр фестиваля в Милане (1993).
- Заслуженная артистка Российской Федерации (26 января 1999).